# Catena di Monte Cesima
Catena di Monte Cesima este o arie protejată (arie specială de conservare — SAC, sit de importanță comunitară — SCI) din Italia întinsă pe o suprafață de 3.427 ha, integral pe uscat.

## Localizare
Centrul sitului Catena di Monte Cesima este situat la coordonatele 41°24′42″N 14°00′59″E / 41.411667°N 14.016389°E.

## Înființare
Situl Catena di Monte Cesima a fost declarat sit de importanță comunitară în mai 1995 pentru a proteja 12 specii de animale. Situl a fost protejat și ca arie specială de conservare în mai 2019.

## Biodiversitate
Situată în ecoregiunea mediteraneană, aria protejată conține 7 habitate naturale: Pante stâncoase calcaroase cu vegetație casmofită, Pajiști uscate seminaturale și facies de acoperire cu tufișuri pe substraturi calcaroase (Festuco-Brometalia) (* situri importante pentru orhidee), Tufărișuri termo-mediteraneene și de pre-deșert, Păduri de fag din Apenini cu Taxus și Ilex, Pajiști uscate seminaturale și facies de acoperire cu tufișuri pe substraturi calcaroase (Festuco-Brometalia) (* situri importante pentru orhidee), Pseudostepă cu ierburi și specii anuale de Thero-Brachypodietea, Păduri de Quercus ilex și Quercus rotundifolia.
La baza desemnării sitului se află mai multe specii protejate:
- păsări (8): erete de stuf (Circus aeruginosus), porumbel gulerat (Columba palumbus), sfrâncioc roșiatic (Lanius collurio), gaia neagră (Milvus migrans), sitar de pădure (Scolopax rusticola), turturică (Streptopelia turtur), mierlă (Turdus merula), sturz-cântător (Turdus philomelos)
- amfibieni (1): Salamandrina terdigitata
- mamifere (2): liliacul mare cu potcoavă (Rhinolophus ferrumequinum), liliacul mic cu potcoavă (Rhinolophus hipposideros)
- reptile (1): șarpele cu patru dungi (Elaphe quatuorlineata)

Pe lângă speciile protejate, pe teritoriul sitului au mai fost identificate 1 specie de mamifere, 3 specii de reptile.